# Poul Reichhardt
Poul David Reichhardt (født 2. februar 1913 i Ganløse, død 31. oktober 1985 i Charlottenlund) var en dansk skuespiller og sanger.
Poul Reichhardt kom i 1950 til Det kongelige Teater. Han spillede Biff i En sælgers død (Arthur Miller), Ralph Rackstraw i Den gode fregat Pinafore (Gilbert og Sullivan), Papageno i Tryllefløjten (Mozart) og Meyer i Indenfor Murene (Henri Nathansen). Fra 1970 til 1977 var han flyttemand Olsen i tv-serien Huset på Christianshavn. Han lagde også dansk stemme til tegnefilmene Fantasia og Sværdet i stenen.
Reichhardt var i en lang årrække formand for Foreningen af Skuespil- og Operapersonale ved Det Kongelige Teater og var meget aktiv i  Dansk Skuespillerforbund.
3. december 1958 blev han udnævnt til Ridder af Dannebrog, og dagen efter blev han tildelt Frederik Schybergs Mindelegat. Den 3. december 1971 blev han Ridder af 1. grad af Dannebrog.
Han er begravet på Ordrup Kirkegård.

## Opvækst og privatliv
Han var søn af kreaturhandler Carl Christian Peter Reichhardt og hustru Marie Frederikke Larsen. Reichhardt var enebarn. Han voksede op dels på Vesterbro, dels på Nørrebro i København.
Poul Reichhardt var gift med skuespillerinderne Lili Lani, Margareta Fahlén (sv) og med Charlotte Ernst til hendes tidlige død i 1973. De fik sammen fire børn, bl.a. skuespilleren Peter Reichhardt.

## Filmografi

### Film
- I kantonnement - 1931
- Han, hun og Hamlet - 1932
- Tango (ukrediteret) - 1933
- 5 raske piger - 1933
- Ud i den kolde sne - 1934
- Week-End - 1935
- Millionærdrengen - 1936
- Panserbasse - 1936
- Der var engang en vicevært - 1937
- Inkognito - 1937
- Frøken Møllers jubilæum - 1937
- Alarm - 1938
- De tre, måske fire - 1939
- Nordhavets mænd - 1939
- I de gode gamle dage - 1940
- Jens Langkniv - 1940
- En mand af betydning - 1941
- Far skal giftes - 1941
- Peter Andersen - 1941
- Tag til Rønneby kro - 1941
- Frøken Vildkat - 1942
- Tyrannens fald - 1942
- Op med humøret - 1943
- Det brændende spørgsmål - 1943
- Det ender med bryllup - 1943
- En pige uden lige - 1943
- Moster fra Mols - 1943
- Besættelse - 1944
- Elly Petersen - 1944
- Mordets melodi - 1944
- Otte akkorder - 1944
- De kloge og vi gale - 1945
- Stop Tyven - 1945
- Den usynlige hær - 1945
- De røde enge - 1945
- Mens sagføreren sover - 1945
- Så mødes vi hos Tove - 1946
- Lise kommer til byen - 1947
- My name is Petersen - 1947
- Soldaten og Jenny - 1947
- Støt står den danske sømand - 1948
- Det gælder os alle - 1949
- De røde heste - 1950
- Min kone er uskyldig - 1950
- Café Paradis - 1950
- Mosekongen - 1950
- Mød mig på Cassiopeia - 1951
- Alt dette og Island med - 1951
- Det gamle guld - 1951
- Frihed forpligter - 1951
- Husmandstøsen - 1952
- Det store løb - 1952
- To minutter for sent - 1952
- Adam og Eva - 1953
- Far til fire - 1953
- Fløjtespilleren - 1953
- Arvingen - 1954
- En sømand går i land - 1954
- Hendes store aften - 1954
- Blændværk - 1955
- Min datter Nelly - 1955
- På tro og love - 1955
- Kispus - 1956
- Taxa K-1640 Efterlyses - 1956
- Flintesønnerne - 1956
- Qivitoq - 1956
- Jeg elsker dig - 1957
- Sønnen fra Amerika - 1957
- Englen i sort - 1957
- Seksdagesløbet - 1958
- Vagabonderne på Bakkegården - 1958
- Verdens rigeste pige - 1958
- Helle for Helene - 1959
- Tre må man være - 1959
- Det skete på Møllegården - 1960
- Tro, håb og trolddom - 1960
- Jetpiloter - 1961
- Komtessen - 1961
- Mine tossede drenge - 1961
- Der brænder en ild - 1962
- Det stod i avisen - 1962
- Rikki og mændene - 1962
- Frøken April - 1963
- Dronningens vagtmester - 1963
- Gudrun - 1963
- Sikke'n familie - 1963
- Syd for Tana River - 1963
- Kampen om Næsbygaard - 1964
- Døden kommer til middag - 1964
- Paradis retur - 1964
- Slottet - 1964
- Landmandsliv - 1964
- Passer passer piger - 1965
- Næsbygaards arving - 1965
- Ballerina - 1966
- Flagermusen - 1966
- Gift - 1966
- Jeg er sgu min egen - 1967
- Martha - 1967
- Mig og min lillebror - 1967
- De røde heste (1968) - 1968
- Olsen-banden - 1968
- Mig og min lillebror og storsmuglerne - 1968
- Mig og min lillebror og Bølle - 1969
- Olsen-banden på spanden - 1969
- Kys til højre og venstre - 1969
- Rend mig i revolutionen - 1970
- I morgen, min elskede - 1971
- Ballade på Christianshavn - 1971
- Olsen-bandens store kup - 1972
- Nitten røde roser - 1974
- Olsen-banden på sporet - 1975
- Affæren i Mølleby - 1976
- Den dobbelte mand - 1976
- Terror - 1977
- Pas på ryggen, professor - 1977
- Slægten - 1978
- Olsen-banden over alle bjerge - 1981

### Tv-serier
- Huset på Christianshavn (1970–77; 84 afsnit) – Flyttemand Olsen
- Matador (1981; 2 afsnit) – Murermester Jessen
- Torvet (julekalender) (1981) – Juletræssælgeren Karl Emil